# Rochemolles
Rochemolles ist eine Fraktion der italienischen Gemeinde (comune) Bardonecchia in der Metropolitanstadt Turin, Piemont.

## Geographie
Rochemolles liegt nördlich von Bardonecchia auf etwas mehr als 1600 m Höhe im Valle di Rochemolles. Vom Hauptort ist Rochemolles nur über ein schmales, kurviges Sträßchen zu erreichen, welches gleichzeitig den Beginn der Auffahrt zum Col de Sommeiller darstellt. Nordöstlich des Ortes liegt im oberen Valle di Rochemolles der Stausee Rochemolles.

## Geschichte
Von 1336 bis 1926 war Rochemolles ein eigenständiger Ort, dann wurde es im Zuge einer Bodenreform der Stadt Bardonecchia zugeordnet.